# يان كرامر
يان كرامر (بالهولندية: Jan Kramer)‏ هو مجدف هولندي، ولد في 16 فبراير 1913 في أوترخت في هولندا، وتوفي في 10 فبراير 1997 في لاهاي في هولندا.

## وصلات خارجية
- يان كرامر على موقع الاتحاد الدولي للتجديف (الإنجليزية)
- يان كرامر على موقع أوليمبيديا (الإنجليزية)